# ميكايل شيرينوس
ميكايل شيرينوس (بالإسبانية: Michaell Chirinos)‏ (17 يونيو 1995 بتيغوسيغالبا في هندوراس - ) هو لاعب كرة قدم هندوراسي في مركز الوسط.

## مسيرته الكروية
لعب ميكايل شيرينوس خلال مسيرته الاحترافية مع 3 أندية في سبعة مواسم وسجل خلالها 31 هدفًا ضمن 131 مباراة. ولم يفز بأي موسم بالكأس وفاز في ثلاثة مواسم بالدوري.
خاض ميكايل شيرينوس مسيرته مع نادي ديبورتيفو أوليمبيا في موسم 2014–15 في المرة الأولى ليلعب معه أربعة مواسم ثم في موسم 2019–20 لمدة موسم واحد، مشاركًا طوالها في 91 مباراة سجل خلالها 24 هدفًا. ثم انتقل إلى Lobos BUAP ‏ في موسم 2018–19 لمدة موسم واحد، حيث شارك في 33 مباراة سجل خلالها 6 أهداف. لينتقل بعدها إلى فانكوفر وايتكابس ما بين عامي 2019 و2020 لمدة موسم واحد، مشاركًا في 7 مباريات سجل خلالها هدفًا واحدًا.

## وصلات خارجية
- ميكايل شيرينوس على موقع الدوري الأمريكي (الإنجليزية)
- ميكايل شيرينوس على موقع قاعدة بيانات كرة القدم.إي يو (الإنجليزية)
- ميكايل شيرينوس على موقع ناشيونال فوتبول تيمز (الإنجليزية)
- ميكايل شيرينوس على موقع Soccerway.com (الإنجليزية)